# Landkreis Reutlingen

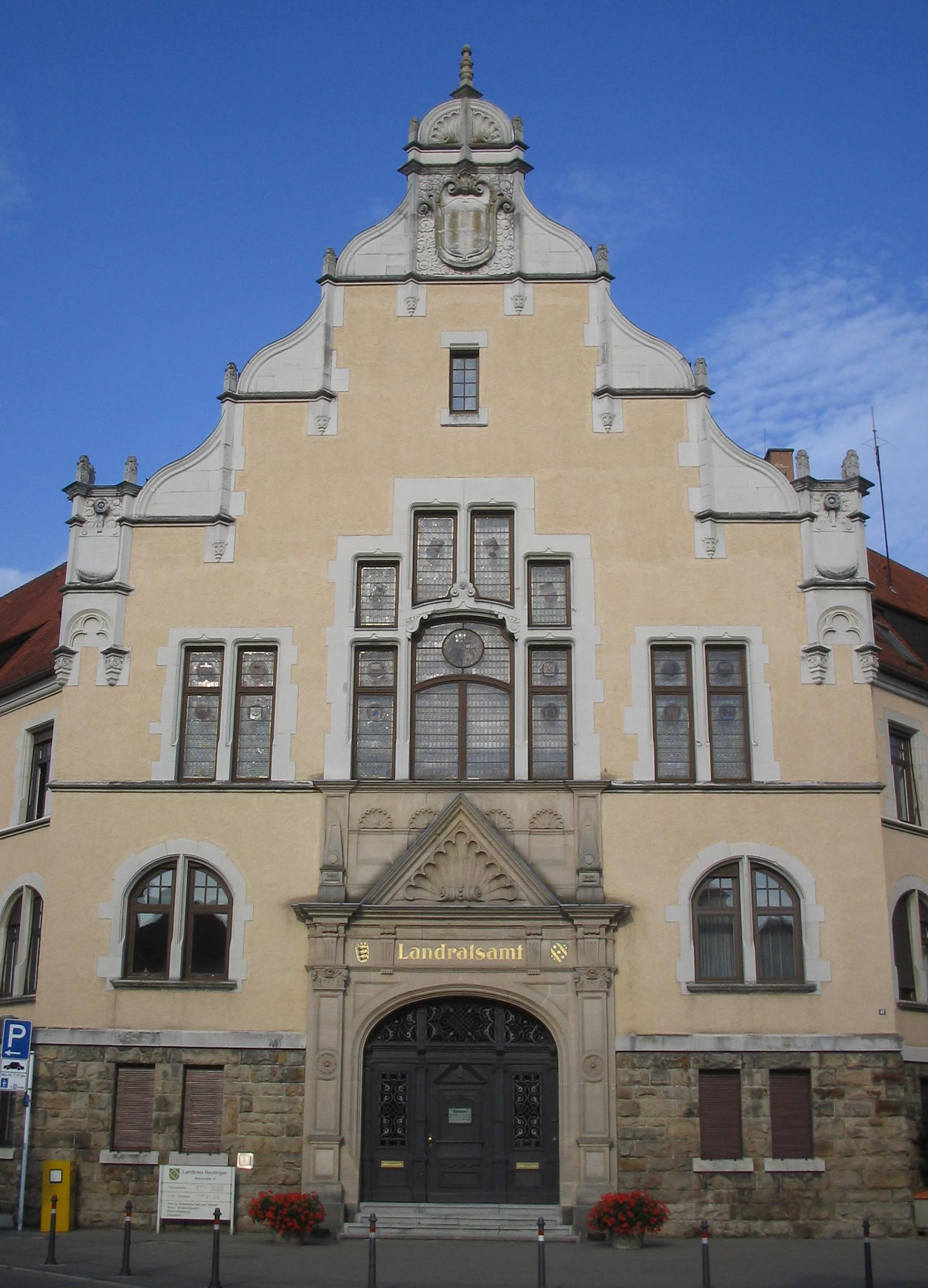
Landratsamt

Landkreis Reutlingen is een Landkreis in de Duitse deelstaat Baden-Württemberg. Op 31 december 2020 telde de Landkreis 287.497 inwoners op een oppervlakte van 1.094,04 km². Kreisstadt is de gelijknamige stad.

## Steden en gemeenten

Landkreis Reutlingen is verdeeld in 26 gemeenten, waarvan zeven de status stad hebben. In het noordoosten van het Landkreis ligt een groot, onbewoond gebied dat niet gemeentelijk is ingedeeld.
Steden
1. Bad Urach
2. Hayingen
3. Metzingen
4. Münsingen
5. Pfullingen
6. Reutlingen
7. Trochtelfingen

Overige gemeenten
1. Dettingen an der Erms
2. Engstingen
3. Eningen unter Achalm
4. Gomadingen
5. Grabenstetten
6. Grafenberg
7. Hohenstein
8. Hülben
9. Lichtenstein
10. Mehrstetten
11. Pfronstetten
12. Pliezhausen
13. Riederich
14. Römerstein
15. Sonnenbühl
16. St. Johann
17. Walddorfhäslach
18. Wannweil
19. Zwiefalten

Niet gemeentelijk ingedeeld
1. Gutsbezirk Münsingen

Alb-Donau-Kreis · Baden-Baden · Biberach · Bodenseekreis · Böblingen · Breisgau-Hochschwarzwald · Calw · Emmendingen · Enzkreis · Esslingen · Freiburg im Breisgau · Freudenstadt · Göppingen · Heidelberg · Heidenheim · Heilbronn (stad) · Landkreis Heilbronn · Hohenlohe · Karlsruhe (stad) · Landkreis Karlsruhe · Konstanz · Lörrach · Ludwigsburg · Main-Tauber-Kreis  · Mannheim · Neckar-Odenwald-Kreis · Ortenaukreis · Ostalbkreis · Pforzheim · Rastatt · Ravensburg · Rems-Murr-Kreis · Reutlingen · Rhein-Neckar-Kreis · Rottweil · Schwäbisch Hall · Schwarzwald-Baar-Kreis · Sigmaringen · Stuttgart · Tübingen · Tuttlingen · Ulm · Waldshut · Zollernalbkreis
Bad Urach ·
Dettingen an der Erms ·
Engstingen ·
Eningen unter Achalm ·
Gomadingen ·
Grabenstetten ·
Grafenberg ·
Hayingen ·
Hohenstein ·
Hülben ·
Lichtenstein ·
Mehrstetten ·
Metzingen ·
Münsingen ·
Pfronstetten ·
Pfullingen ·
Pliezhausen ·
Reutlingen ·
Riederich ·
Römerstein ·
St. Johann ·
Sonnenbühl ·
Trochtelfingen ·
Walddorfhäslach ·
Wannweil ·
Zwiefalten
Gutsbezirk Münsingen (gemeentevrij gebied)